# Mistrzostwa Świata w Short Tracku 1979
4. Mistrzostwa Świata w Short Tracku odbyły się w Kanadzie, w Quebecu, w dniach 7–8 kwietnia 1979 roku. Rozegrano 10 konkurencji: 500 m, 1000 m, 1500 m, 3000 m kobiet i mężczyzn oraz sztafetę 3000 m kobiet i 5000 m mężczyzn. Medale przyznano w wieloboju i sztafetach. W klasyfikacji medalowej najlepsi byli gospodarze. 

## Klasyfikacja medalowa
| Lp. | Kraj              | Złoto | Srebro | Brąz | Razem |
| 1.  | Kanada            | 3     | 2      | 0    | 5     |
| 2.  | Japonia           | 1     | 0      | 2    | 3     |
| 3.  | Stany Zjednoczone | 0     | 1      | 1    | 2     |
| 4.  | Australia         | 0     | 1      | 0    | 1     |
| 5.  | Wielka Brytania   | 0     | 0      | 1    | 1     |

## Medaliści
| Konkurencja     | Złoto                                                                               | Srebro                                                                                 | Brąz                                                                                         |
| Mężczyźni       |                                                                                     |                                                                                        |                                                                                              |
| Wielobój        | Hiroshi Toda                                                                        | Louis Baril                                                                            | Nick Thometz                                                                                 |
| Sztafeta 5000 m | Kanada Gaétan Boucher · Benoit Baril · Jean Pichett · Louis Baril · Louis Grenier   | Australia James Lynch · Michael Richmond · Rodney Bates · Michael Hearn · Shane Warren | Wielka Brytania Alan Luke · Geoffrey Stockdale · Harry Spragg · Brian Cartland · Stuart Pass |
| Kobiety         |                                                                                     |                                                                                        |                                                                                              |
| Wielobój        | Sylvie Daigle                                                                       | Cathy Turnbull                                                                         | Miyoshi Kato                                                                                 |
| Sztafeta        | Kanada Cathy Turnbull · Brenda Webster · Sylvie Daigle · Anne Girard · Lucie Gagnon | Stany Zjednoczone Dorothea Boyce · Cathy Turner · Peggy Hartrich · Margaret Burns      | Japonia Miyoshi Kato · Mika Kato · Miyako Kasahara · Seiko Mizutani                          |

## Wyniki
| Konkurencja | 1.             | 2.             | 3.             |
| Mężczyźni   |                |                |                |
| 500 metrów  | James Lynch    | Louis Grenier  | Louis Baril    |
| 1000 metrów | Louis Baril    | Hiroshi Toda   | Gaétan Boucher |
| 1500 metrów | Hiroshi Toda   | Nick Thometz   | Louis Baril    |
| 3000 metrów | Hiroshi Toda   | Nick Thometz   | Gaétan Boucher |
| Kobiety     |                |                |                |
| 500 metrów  | Sylvie Daigle  | Cathy Turnbull | Anne Girard    |
| 1000 metrów | Cathy Turnbull | Sylvie Daigle  | Brenda Webster |
| 1500 metrów | Miyoshi Kato   | Cathy Turnbull | Sylvie Daigle  |
| 3000 metrów | Miyoshi Kato   | Sylvie Daigle  | Cathy Turnbull |